# Sidney Jelinek
Sidney Jelinek (anglès: Sidney Carter Jelinek)  (Wilmington, 18 de març de 1899 - Filadèlfia, 9 de març de 1979) fou un remer estatunidenc que va competir durant la dècada de 1920.
El 1924 va prendre part en els Jocs Olímpics de París, on va guanyar la medalla de bronze en la prova del quatre amb timoner del programa de rem.